# Опсада Бурсе
Опсада Бурсе трајала је од 1317. године до 6. априла 1326. године и завршена је турским освајањем града.

## Опсада
Турци су опсели град 1317. године, али се опсада одужила јер нису имали адекватну опсадну опрему. Град је заузет тек 1326. године. Према неким изворима, Осман I је умро природном смрћу пре него што су Турци ушли у град, а према другим изворима је доживео да слави освајање града. Сахрањен је у Бурси.

## Последице
Османов наследник Орхан је Бурсу одредио за нову престоницу Османског царства. Бурса је била престоница Османлија све до 1366. година, када је премештена у Једрене. Због тога је Бурса веома важан град у историји Османског царства. У њој се налазе и многи турски споменици. Орхан је градио џамије, гостионице, ханове... Сахрањен је поред свога оца.